# Galapagos-Riesenschildkröten

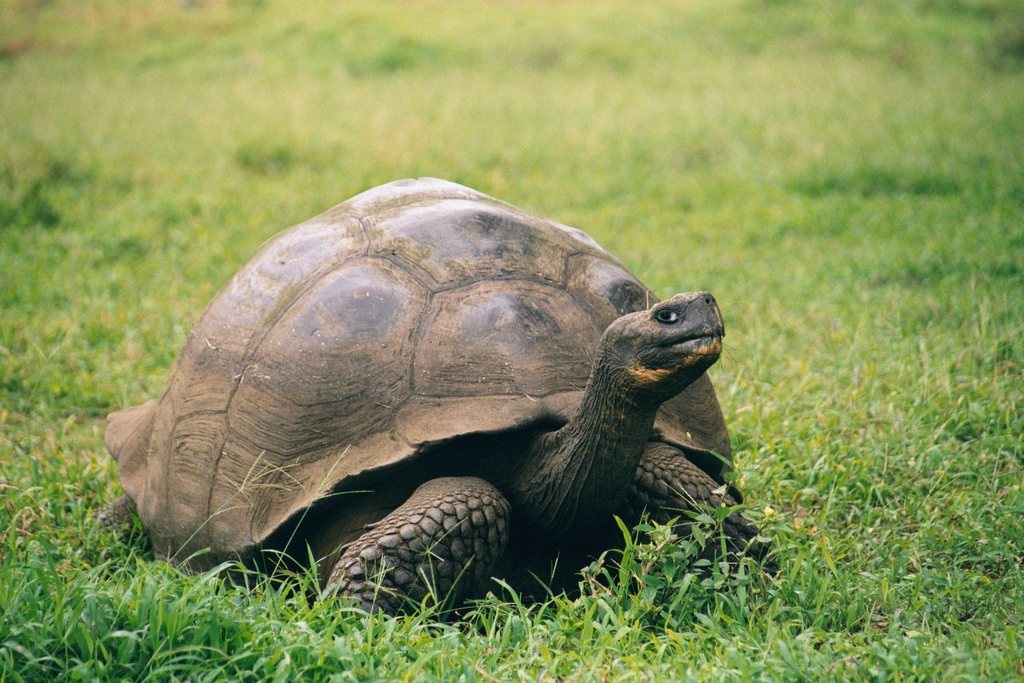
Galapagos-Riesenschildkröte (Chelonoidis porteri)

Als Galapagos-Riesenschildkröten (Chelonoidis niger-Artenkomplex) werden 15 auf den verschiedenen Galapagosinseln endemisch vorkommende Schildkrötenarten bezeichnet. Die Galapagos-Riesenschildkröten sind kein eigenständiges Taxon, sondern bilden mit einigen Schildkrötenarten des südamerikanischen Festlands (z. B. der Köhlerschildkröte (Chelonoidis carbonarius) und der Waldschildkröte (C. denticulatus)) die Gattung Chelonoidis in der Familie der Landschildkröten (Testudinidae). Vier Arten der Galapagos-Riesenschildkröten gelten als ausgerottet.

## Beschreibung und Lebensweise

### Verbreitung und Biotop

Galapagos-Archipel mit Auflistung der aktuell anerkannten Arten der Galapagos-Schildkröte. Inseln mit überlebenden Arten sind schattiert.

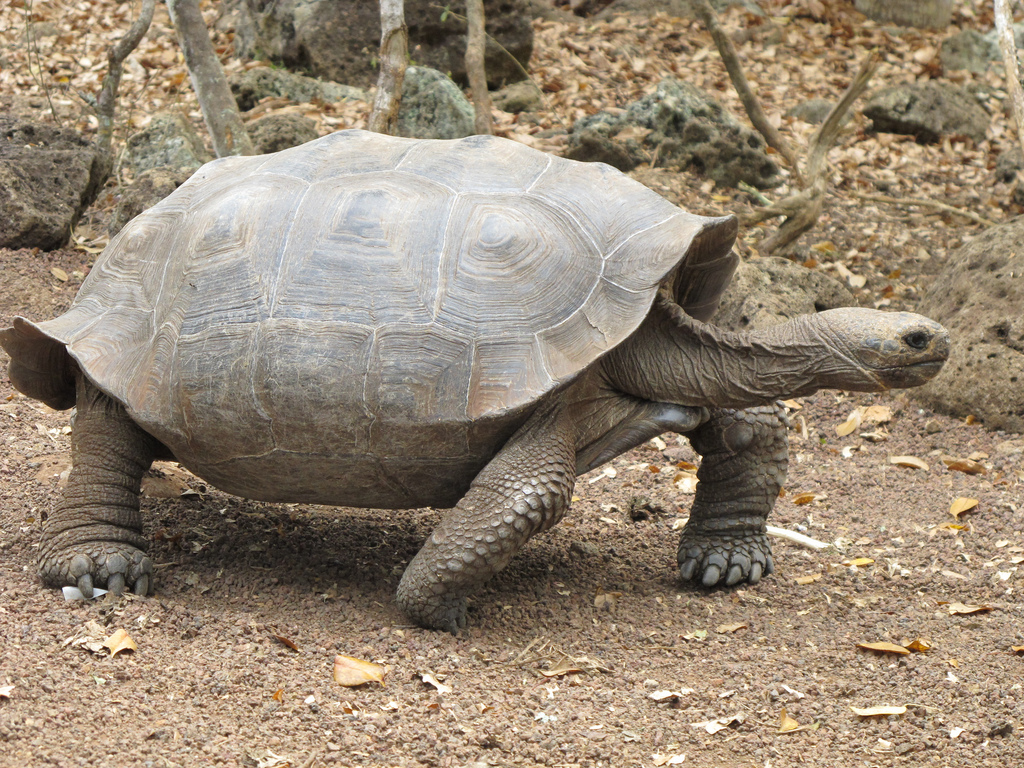
San-Cristóbal-Riesenschildkröte (C. chathamensis)

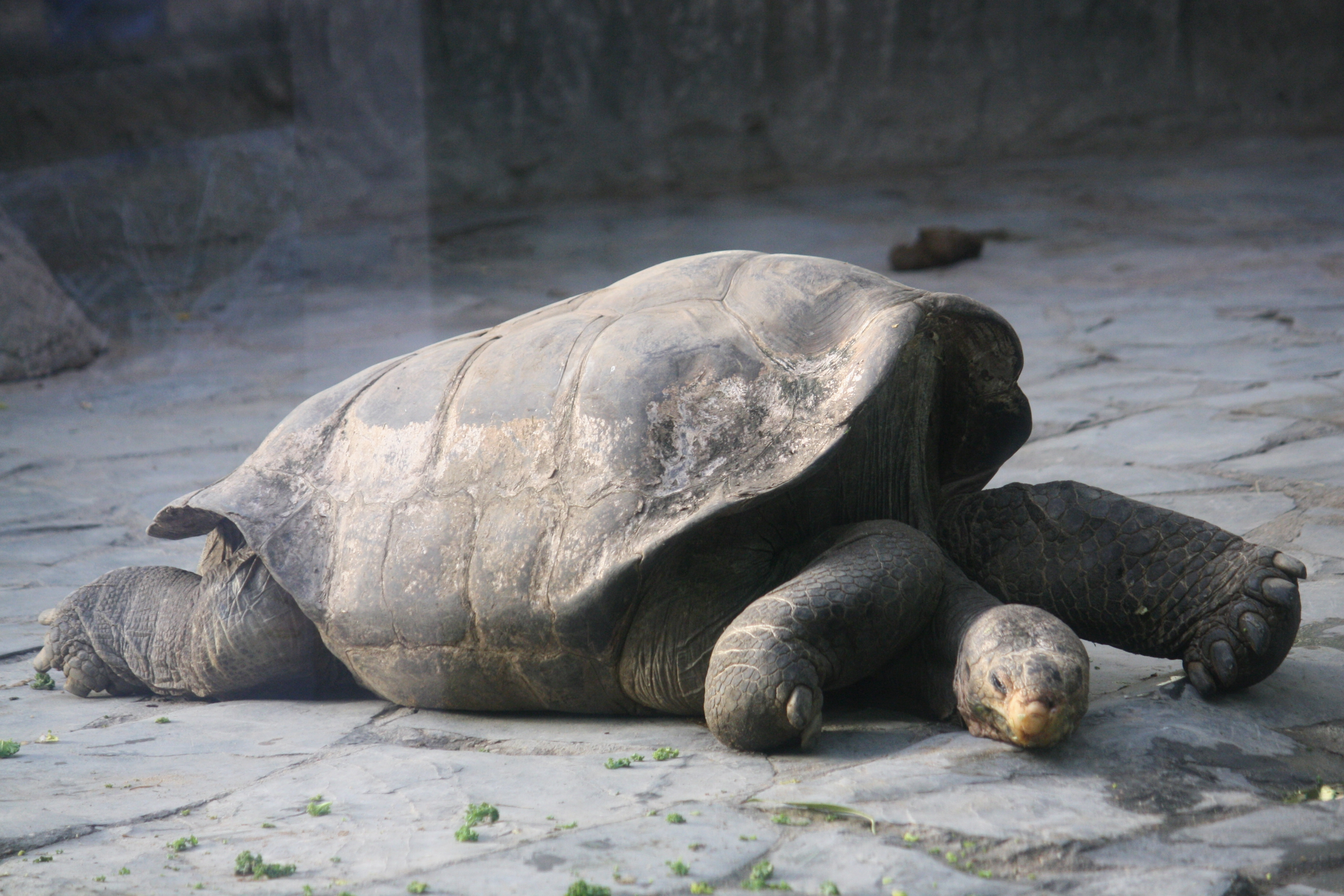
Pinzón-Riesenschildkröte (C. duncanensis)

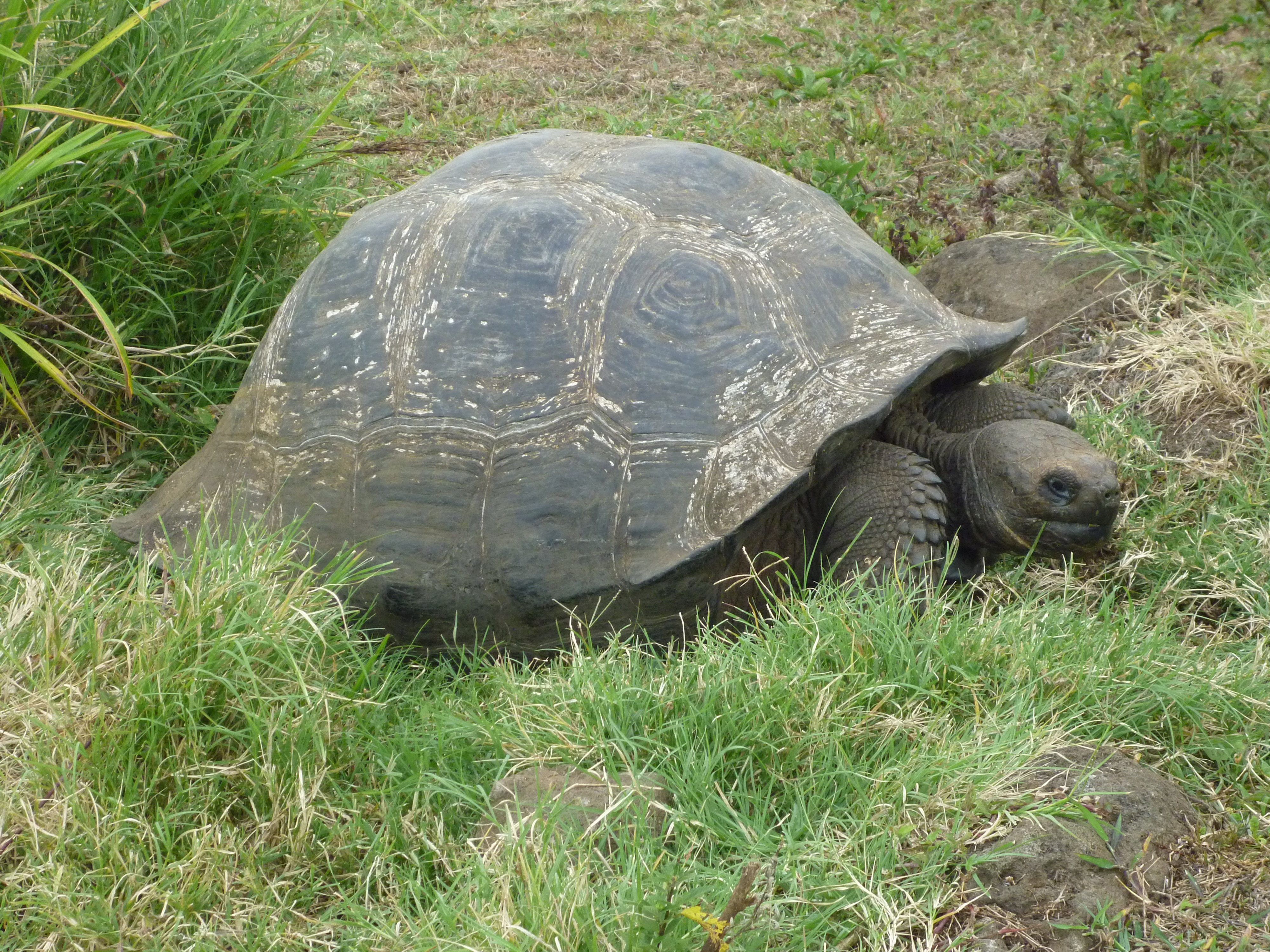
Santa-Cruz-Riesenschildkröte (Chelonoidis porteri)

Galapagos-Riesenschildkröten leben auf dem Galapagos-Archipel, einer Inselgruppe im Pazifischen Ozean. Auf den größeren Inseln mit üppiger Vegetation in regenfeuchten, höheren Regionen leben Schildkröten mit kuppelförmigem Panzer, die sog. „Graser“. Auf den kleineren und flacheren Inseln, mit spärlicher Vegetation und sehr heißem, trockenem Klima, leben Tiere mit sattelförmigem Panzer. Inseln mit beiden Vegetationszonen werden von mehreren Arten bevölkert.
Die Unterart der Pinta-Riesenschildkröten (C. abingdonii) gilt seit dem 24. Juni 2012 als ausgestorben. Letzter Vertreter war Lonesome George; er starb mit ca. 100 Jahren im Galapagos-Nationalpark. Eine intensive Suche auf der Insel Pinta nach einem Geschlechtspartner förderte keine weiteren Exemplare dieser Art zu Tage.
Die Vegetationsformen im Habitat der einzelnen Arten reichen von Dornengebüsch und Kakteen, vor allem im küstennahen Tiefland, über Büsche und Laubwald bis hin zu tropischen Wäldern mit dichtem Unterwuchs in den höheren Regionen. Adulte Tiere halten sich bevorzugt in den Zonen mit üppiger Vegetation auf. Die Weibchen wandern jedoch zur Eiablage in die wärmeren Küstengebiete, in denen auch die Jungtiere aufwachsen.

### Arten
- Wolf-Riesenschildkröte (C. becki)[2]
- San-Cristóbal-Riesenschildkröte (C. chathamensis)[3]
- Santiago-Riesenschildkröte (C. darwini)[4]
- Chelonoidis donfaustoi[5][6]
- Pinzón-Riesenschildkröte (C. duncanensis)[7]
- Sierra-Negra-Riesenschildkröte (C. guntheri)[8]
- Española-Riesenschildkröte (C. hoodensis)[9]
- Darwin-Riesenschildkröte (C. microphyes)[10]
- Fernandina-Riesenschildkröte (C. phantasticus)[11] (kein Nachweis zwischen 1906[12] und 2019, galt als ausgestorben[13][14])
- Santa-Cruz-Riesenschildkröte (C. porteri)[15]
- Alcedo-Riesenschildkröte (C. vandenburghi)[16]
- Cerro-Azul-Riesenschildkröte (C. vicina)[17]

 Ausgestorbene Arten
- Pinta-Riesenschildkröte; Sattelrückenform († 2012) (C. abingdonii)[18]
- Floreana-Riesenschildkröte; Kuppelform († 1846) (C. niger)[19]
- Rabida-Riesenschildkröte; († um 1906) (C. wallacei)[20]
- Santa Fé-Riesenschildkröte;  († um 1890) (unbenannt)

| Art                                  | Panzer                        | Vorkommen                       | Anzahl (2010) |
| ------------------------------------ | ----------------------------- | ------------------------------- | ------------- |
| C. becki                             | Sattelrückenform              | Wolf-Vulkan auf Isabela         | 1139          |
| C. chathamensis                      | intermediäre Form, Kuppelform | San Cristóbal                   | 1824          |
| C. darwini                           | intermediäre Form             | San Salvador                    | 1165          |
| C. donfaustoi                        | Kuppelform                    | Cerro Fatal auf Santa Cruz      |               |
| C. duncanensis, Synonym C. ephippium | Sattelrückenform              | Pinzón                          | 532           |
| C. guntheri                          | Kuppelform                    | Sierra-Negra-Vulkan auf Isabela | 694           |
| C. hoodensis                         | Sattelrückenform              | Española                        | 860           |
| C. microphyes                        | Kuppelform                    | Darwin-Vulkan auf Isabela       | 818           |
| C. phantasticus                      | Sattelrückenform              | Fernandina                      |               |
| C. porteri                           | Kuppelform                    | Santa Cruz                      | 3391          |
| C. vandenburghi                      | Kuppelform                    | Alcedo-Vulkan auf Isabela       | 6320          |
| C. vicina                            | intermediäre F, Kuppelform    | Cerro-Azul-Vulkan auf Isabela   | 2574          |

Folgendes Kladogramm gibt die wahrscheinlichen verwandtschaftlichen Verhältnisse wieder:
|  | Köhlerschildkröte (Chelonoidis carbonarius) |
|  |                                             |
|  | Waldschildkröte (C. denticulatus)           |
|  |                                             |

|  | C. abingdonii |
|  |               |
|  | C. hoodensis  |
|  |               |

|  | C. chathamensis |
|  |                 |
|  | C. donfaustoi   |
|  |                 |

|  | C. abingdonii |
|  |               |
|  | C. hoodensis  |
|  |               |

|  | C. chathamensis |
|  |                 |
|  | C. donfaustoi   |
|  |                 |

|  | C. abingdonii |
|  |               |
|  | C. hoodensis  |
|  |               |

|  | C. chathamensis |
|  |                 |
|  | C. donfaustoi   |
|  |                 |

|  | C. abingdonii |
|  |               |
|  | C. hoodensis  |
|  |               |

|  | C. chathamensis |
|  |                 |
|  | C. donfaustoi   |
|  |                 |

|  | C. guntheri, C. microphyes, C. vandenburghi & C. vicina |
|  |                                                         |
|  | C. niger                                                |
|  |                                                         |

|  | C. phantasticus |
|  |                 |
|  | C. porteri      |
|  |                 |

|  | C. guntheri, C. microphyes, C. vandenburghi & C. vicina |
|  |                                                         |
|  | C. niger                                                |
|  |                                                         |

|  | C. phantasticus |
|  |                 |
|  | C. porteri      |
|  |                 |

|  | C. guntheri, C. microphyes, C. vandenburghi & C. vicina |
|  |                                                         |
|  | C. niger                                                |
|  |                                                         |

|  | C. phantasticus |
|  |                 |
|  | C. porteri      |
|  |                 |

|  | C. guntheri, C. microphyes, C. vandenburghi & C. vicina |
|  |                                                         |
|  | C. niger                                                |
|  |                                                         |

|  | C. phantasticus |
|  |                 |
|  | C. porteri      |
|  |                 |

|  | C. abingdonii |
|  |               |
|  | C. hoodensis  |
|  |               |

|  | C. chathamensis |
|  |                 |
|  | C. donfaustoi   |
|  |                 |

|  | C. abingdonii |
|  |               |
|  | C. hoodensis  |
|  |               |

|  | C. chathamensis |
|  |                 |
|  | C. donfaustoi   |
|  |                 |

|  | C. abingdonii |
|  |               |
|  | C. hoodensis  |
|  |               |

|  | C. chathamensis |
|  |                 |
|  | C. donfaustoi   |
|  |                 |

|  | C. abingdonii |
|  |               |
|  | C. hoodensis  |
|  |               |

|  | C. chathamensis |
|  |                 |
|  | C. donfaustoi   |
|  |                 |

|  | C. guntheri, C. microphyes, C. vandenburghi & C. vicina |
|  |                                                         |
|  | C. niger                                                |
|  |                                                         |

|  | C. phantasticus |
|  |                 |
|  | C. porteri      |
|  |                 |

|  | C. guntheri, C. microphyes, C. vandenburghi & C. vicina |
|  |                                                         |
|  | C. niger                                                |
|  |                                                         |

|  | C. phantasticus |
|  |                 |
|  | C. porteri      |
|  |                 |

|  | C. guntheri, C. microphyes, C. vandenburghi & C. vicina |
|  |                                                         |
|  | C. niger                                                |
|  |                                                         |

|  | C. phantasticus |
|  |                 |
|  | C. porteri      |
|  |                 |

|  | C. guntheri, C. microphyes, C. vandenburghi & C. vicina |
|  |                                                         |
|  | C. niger                                                |
|  |                                                         |

|  | C. phantasticus |
|  |                 |
|  | C. porteri      |
|  |                 |

|  | C. abingdonii |
|  |               |
|  | C. hoodensis  |
|  |               |

|  | C. chathamensis |
|  |                 |
|  | C. donfaustoi   |
|  |                 |

|  | C. abingdonii |
|  |               |
|  | C. hoodensis  |
|  |               |

|  | C. chathamensis |
|  |                 |
|  | C. donfaustoi   |
|  |                 |

|  | C. abingdonii |
|  |               |
|  | C. hoodensis  |
|  |               |

|  | C. chathamensis |
|  |                 |
|  | C. donfaustoi   |
|  |                 |

|  | C. abingdonii |
|  |               |
|  | C. hoodensis  |
|  |               |

|  | C. chathamensis |
|  |                 |
|  | C. donfaustoi   |
|  |                 |

|  | C. guntheri, C. microphyes, C. vandenburghi & C. vicina |
|  |                                                         |
|  | C. niger                                                |
|  |                                                         |

|  | C. phantasticus |
|  |                 |
|  | C. porteri      |
|  |                 |

|  | C. guntheri, C. microphyes, C. vandenburghi & C. vicina |
|  |                                                         |
|  | C. niger                                                |
|  |                                                         |

|  | C. phantasticus |
|  |                 |
|  | C. porteri      |
|  |                 |

|  | C. guntheri, C. microphyes, C. vandenburghi & C. vicina |
|  |                                                         |
|  | C. niger                                                |
|  |                                                         |

|  | C. phantasticus |
|  |                 |
|  | C. porteri      |
|  |                 |

|  | C. guntheri, C. microphyes, C. vandenburghi & C. vicina |
|  |                                                         |
|  | C. niger                                                |
|  |                                                         |

|  | C. phantasticus |
|  |                 |
|  | C. porteri      |
|  |                 |

|  | C. abingdonii |
|  |               |
|  | C. hoodensis  |
|  |               |

|  | C. chathamensis |
|  |                 |
|  | C. donfaustoi   |
|  |                 |

|  | C. abingdonii |
|  |               |
|  | C. hoodensis  |
|  |               |

|  | C. chathamensis |
|  |                 |
|  | C. donfaustoi   |
|  |                 |

|  | C. abingdonii |
|  |               |
|  | C. hoodensis  |
|  |               |

|  | C. chathamensis |
|  |                 |
|  | C. donfaustoi   |
|  |                 |

|  | C. abingdonii |
|  |               |
|  | C. hoodensis  |
|  |               |

|  | C. chathamensis |
|  |                 |
|  | C. donfaustoi   |
|  |                 |

|  | C. guntheri, C. microphyes, C. vandenburghi & C. vicina |
|  |                                                         |
|  | C. niger                                                |
|  |                                                         |

|  | C. phantasticus |
|  |                 |
|  | C. porteri      |
|  |                 |

|  | C. guntheri, C. microphyes, C. vandenburghi & C. vicina |
|  |                                                         |
|  | C. niger                                                |
|  |                                                         |

|  | C. phantasticus |
|  |                 |
|  | C. porteri      |
|  |                 |

|  | C. guntheri, C. microphyes, C. vandenburghi & C. vicina |
|  |                                                         |
|  | C. niger                                                |
|  |                                                         |

|  | C. phantasticus |
|  |                 |
|  | C. porteri      |
|  |                 |

|  | C. guntheri, C. microphyes, C. vandenburghi & C. vicina |
|  |                                                         |
|  | C. niger                                                |
|  |                                                         |

|  | C. phantasticus |
|  |                 |
|  | C. porteri      |
|  |                 |

|  | C. abingdonii |
|  |               |
|  | C. hoodensis  |
|  |               |

|  | C. chathamensis |
|  |                 |
|  | C. donfaustoi   |
|  |                 |

|  | C. abingdonii |
|  |               |
|  | C. hoodensis  |
|  |               |

|  | C. chathamensis |
|  |                 |
|  | C. donfaustoi   |
|  |                 |

|  | C. abingdonii |
|  |               |
|  | C. hoodensis  |
|  |               |

|  | C. chathamensis |
|  |                 |
|  | C. donfaustoi   |
|  |                 |

|  | C. abingdonii |
|  |               |
|  | C. hoodensis  |
|  |               |

|  | C. chathamensis |
|  |                 |
|  | C. donfaustoi   |
|  |                 |

|  | C. guntheri, C. microphyes, C. vandenburghi & C. vicina |
|  |                                                         |
|  | C. niger                                                |
|  |                                                         |

|  | C. phantasticus |
|  |                 |
|  | C. porteri      |
|  |                 |

|  | C. guntheri, C. microphyes, C. vandenburghi & C. vicina |
|  |                                                         |
|  | C. niger                                                |
|  |                                                         |

|  | C. phantasticus |
|  |                 |
|  | C. porteri      |
|  |                 |

|  | C. guntheri, C. microphyes, C. vandenburghi & C. vicina |
|  |                                                         |
|  | C. niger                                                |
|  |                                                         |

|  | C. phantasticus |
|  |                 |
|  | C. porteri      |
|  |                 |

|  | C. guntheri, C. microphyes, C. vandenburghi & C. vicina |
|  |                                                         |
|  | C. niger                                                |
|  |                                                         |

|  | C. phantasticus |
|  |                 |
|  | C. porteri      |
|  |                 |

|  | C. abingdonii |
|  |               |
|  | C. hoodensis  |
|  |               |

|  | C. chathamensis |
|  |                 |
|  | C. donfaustoi   |
|  |                 |

|  | C. abingdonii |
|  |               |
|  | C. hoodensis  |
|  |               |

|  | C. chathamensis |
|  |                 |
|  | C. donfaustoi   |
|  |                 |

|  | C. abingdonii |
|  |               |
|  | C. hoodensis  |
|  |               |

|  | C. chathamensis |
|  |                 |
|  | C. donfaustoi   |
|  |                 |

|  | C. abingdonii |
|  |               |
|  | C. hoodensis  |
|  |               |

|  | C. chathamensis |
|  |                 |
|  | C. donfaustoi   |
|  |                 |

|  | C. guntheri, C. microphyes, C. vandenburghi & C. vicina |
|  |                                                         |
|  | C. niger                                                |
|  |                                                         |

|  | C. phantasticus |
|  |                 |
|  | C. porteri      |
|  |                 |

|  | C. guntheri, C. microphyes, C. vandenburghi & C. vicina |
|  |                                                         |
|  | C. niger                                                |
|  |                                                         |

|  | C. phantasticus |
|  |                 |
|  | C. porteri      |
|  |                 |

|  | C. guntheri, C. microphyes, C. vandenburghi & C. vicina |
|  |                                                         |
|  | C. niger                                                |
|  |                                                         |

|  | C. phantasticus |
|  |                 |
|  | C. porteri      |
|  |                 |

|  | C. guntheri, C. microphyes, C. vandenburghi & C. vicina |
|  |                                                         |
|  | C. niger                                                |
|  |                                                         |

|  | C. phantasticus |
|  |                 |
|  | C. porteri      |
|  |                 |

|  | C. abingdonii |
|  |               |
|  | C. hoodensis  |
|  |               |

|  | C. chathamensis |
|  |                 |
|  | C. donfaustoi   |
|  |                 |

|  | C. abingdonii |
|  |               |
|  | C. hoodensis  |
|  |               |

|  | C. chathamensis |
|  |                 |
|  | C. donfaustoi   |
|  |                 |

|  | C. abingdonii |
|  |               |
|  | C. hoodensis  |
|  |               |

|  | C. chathamensis |
|  |                 |
|  | C. donfaustoi   |
|  |                 |

|  | C. abingdonii |
|  |               |
|  | C. hoodensis  |
|  |               |

|  | C. chathamensis |
|  |                 |
|  | C. donfaustoi   |
|  |                 |

|  | C. guntheri, C. microphyes, C. vandenburghi & C. vicina |
|  |                                                         |
|  | C. niger                                                |
|  |                                                         |

|  | C. phantasticus |
|  |                 |
|  | C. porteri      |
|  |                 |

|  | C. guntheri, C. microphyes, C. vandenburghi & C. vicina |
|  |                                                         |
|  | C. niger                                                |
|  |                                                         |

|  | C. phantasticus |
|  |                 |
|  | C. porteri      |
|  |                 |

|  | C. guntheri, C. microphyes, C. vandenburghi & C. vicina |
|  |                                                         |
|  | C. niger                                                |
|  |                                                         |

|  | C. phantasticus |
|  |                 |
|  | C. porteri      |
|  |                 |

|  | C. guntheri, C. microphyes, C. vandenburghi & C. vicina |
|  |                                                         |
|  | C. niger                                                |
|  |                                                         |

|  | C. phantasticus |
|  |                 |
|  | C. porteri      |
|  |                 |

|  | C. abingdonii |
|  |               |
|  | C. hoodensis  |
|  |               |

|  | C. chathamensis |
|  |                 |
|  | C. donfaustoi   |
|  |                 |

|  | C. abingdonii |
|  |               |
|  | C. hoodensis  |
|  |               |

|  | C. chathamensis |
|  |                 |
|  | C. donfaustoi   |
|  |                 |

|  | C. abingdonii |
|  |               |
|  | C. hoodensis  |
|  |               |

|  | C. chathamensis |
|  |                 |
|  | C. donfaustoi   |
|  |                 |

|  | C. abingdonii |
|  |               |
|  | C. hoodensis  |
|  |               |

|  | C. chathamensis |
|  |                 |
|  | C. donfaustoi   |
|  |                 |

|  | C. guntheri, C. microphyes, C. vandenburghi & C. vicina |
|  |                                                         |
|  | C. niger                                                |
|  |                                                         |

|  | C. phantasticus |
|  |                 |
|  | C. porteri      |
|  |                 |

|  | C. guntheri, C. microphyes, C. vandenburghi & C. vicina |
|  |                                                         |
|  | C. niger                                                |
|  |                                                         |

|  | C. phantasticus |
|  |                 |
|  | C. porteri      |
|  |                 |

|  | C. guntheri, C. microphyes, C. vandenburghi & C. vicina |
|  |                                                         |
|  | C. niger                                                |
|  |                                                         |

|  | C. phantasticus |
|  |                 |
|  | C. porteri      |
|  |                 |

|  | C. guntheri, C. microphyes, C. vandenburghi & C. vicina |
|  |                                                         |
|  | C. niger                                                |
|  |                                                         |

|  | C. phantasticus |
|  |                 |
|  | C. porteri      |
|  |                 |

|  | Köhlerschildkröte (Chelonoidis carbonarius) |
|  |                                             |
|  | Waldschildkröte (C. denticulatus)           |
|  |                                             |

|  | C. abingdonii |
|  |               |
|  | C. hoodensis  |
|  |               |

|  | C. chathamensis |
|  |                 |
|  | C. donfaustoi   |
|  |                 |

|  | C. abingdonii |
|  |               |
|  | C. hoodensis  |
|  |               |

|  | C. chathamensis |
|  |                 |
|  | C. donfaustoi   |
|  |                 |

|  | C. abingdonii |
|  |               |
|  | C. hoodensis  |
|  |               |

|  | C. chathamensis |
|  |                 |
|  | C. donfaustoi   |
|  |                 |

|  | C. abingdonii |
|  |               |
|  | C. hoodensis  |
|  |               |

|  | C. chathamensis |
|  |                 |
|  | C. donfaustoi   |
|  |                 |

|  | C. guntheri, C. microphyes, C. vandenburghi & C. vicina |
|  |                                                         |
|  | C. niger                                                |
|  |                                                         |

|  | C. phantasticus |
|  |                 |
|  | C. porteri      |
|  |                 |

|  | C. guntheri, C. microphyes, C. vandenburghi & C. vicina |
|  |                                                         |
|  | C. niger                                                |
|  |                                                         |

|  | C. phantasticus |
|  |                 |
|  | C. porteri      |
|  |                 |

|  | C. guntheri, C. microphyes, C. vandenburghi & C. vicina |
|  |                                                         |
|  | C. niger                                                |
|  |                                                         |

|  | C. phantasticus |
|  |                 |
|  | C. porteri      |
|  |                 |

|  | C. guntheri, C. microphyes, C. vandenburghi & C. vicina |
|  |                                                         |
|  | C. niger                                                |
|  |                                                         |

|  | C. phantasticus |
|  |                 |
|  | C. porteri      |
|  |                 |

|  | C. abingdonii |
|  |               |
|  | C. hoodensis  |
|  |               |

|  | C. chathamensis |
|  |                 |
|  | C. donfaustoi   |
|  |                 |

|  | C. abingdonii |
|  |               |
|  | C. hoodensis  |
|  |               |

|  | C. chathamensis |
|  |                 |
|  | C. donfaustoi   |
|  |                 |

|  | C. abingdonii |
|  |               |
|  | C. hoodensis  |
|  |               |

|  | C. chathamensis |
|  |                 |
|  | C. donfaustoi   |
|  |                 |

|  | C. abingdonii |
|  |               |
|  | C. hoodensis  |
|  |               |

|  | C. chathamensis |
|  |                 |
|  | C. donfaustoi   |
|  |                 |

|  | C. guntheri, C. microphyes, C. vandenburghi & C. vicina |
|  |                                                         |
|  | C. niger                                                |
|  |                                                         |

|  | C. phantasticus |
|  |                 |
|  | C. porteri      |
|  |                 |

|  | C. guntheri, C. microphyes, C. vandenburghi & C. vicina |
|  |                                                         |
|  | C. niger                                                |
|  |                                                         |

|  | C. phantasticus |
|  |                 |
|  | C. porteri      |
|  |                 |

|  | C. guntheri, C. microphyes, C. vandenburghi & C. vicina |
|  |                                                         |
|  | C. niger                                                |
|  |                                                         |

|  | C. phantasticus |
|  |                 |
|  | C. porteri      |
|  |                 |

|  | C. guntheri, C. microphyes, C. vandenburghi & C. vicina |
|  |                                                         |
|  | C. niger                                                |
|  |                                                         |

|  | C. phantasticus |
|  |                 |
|  | C. porteri      |
|  |                 |

|  | C. abingdonii |
|  |               |
|  | C. hoodensis  |
|  |               |

|  | C. chathamensis |
|  |                 |
|  | C. donfaustoi   |
|  |                 |

|  | C. abingdonii |
|  |               |
|  | C. hoodensis  |
|  |               |

|  | C. chathamensis |
|  |                 |
|  | C. donfaustoi   |
|  |                 |

|  | C. abingdonii |
|  |               |
|  | C. hoodensis  |
|  |               |

|  | C. chathamensis |
|  |                 |
|  | C. donfaustoi   |
|  |                 |

|  | C. abingdonii |
|  |               |
|  | C. hoodensis  |
|  |               |

|  | C. chathamensis |
|  |                 |
|  | C. donfaustoi   |
|  |                 |

|  | C. guntheri, C. microphyes, C. vandenburghi & C. vicina |
|  |                                                         |
|  | C. niger                                                |
|  |                                                         |

|  | C. phantasticus |
|  |                 |
|  | C. porteri      |
|  |                 |

|  | C. guntheri, C. microphyes, C. vandenburghi & C. vicina |
|  |                                                         |
|  | C. niger                                                |
|  |                                                         |

|  | C. phantasticus |
|  |                 |
|  | C. porteri      |
|  |                 |

|  | C. guntheri, C. microphyes, C. vandenburghi & C. vicina |
|  |                                                         |
|  | C. niger                                                |
|  |                                                         |

|  | C. phantasticus |
|  |                 |
|  | C. porteri      |
|  |                 |

|  | C. guntheri, C. microphyes, C. vandenburghi & C. vicina |
|  |                                                         |
|  | C. niger                                                |
|  |                                                         |

|  | C. phantasticus |
|  |                 |
|  | C. porteri      |
|  |                 |

|  | C. abingdonii |
|  |               |
|  | C. hoodensis  |
|  |               |

|  | C. chathamensis |
|  |                 |
|  | C. donfaustoi   |
|  |                 |

|  | C. abingdonii |
|  |               |
|  | C. hoodensis  |
|  |               |

|  | C. chathamensis |
|  |                 |
|  | C. donfaustoi   |
|  |                 |

|  | C. abingdonii |
|  |               |
|  | C. hoodensis  |
|  |               |

|  | C. chathamensis |
|  |                 |
|  | C. donfaustoi   |
|  |                 |

|  | C. abingdonii |
|  |               |
|  | C. hoodensis  |
|  |               |

|  | C. chathamensis |
|  |                 |
|  | C. donfaustoi   |
|  |                 |

|  | C. guntheri, C. microphyes, C. vandenburghi & C. vicina |
|  |                                                         |
|  | C. niger                                                |
|  |                                                         |

|  | C. phantasticus |
|  |                 |
|  | C. porteri      |
|  |                 |

|  | C. guntheri, C. microphyes, C. vandenburghi & C. vicina |
|  |                                                         |
|  | C. niger                                                |
|  |                                                         |

|  | C. phantasticus |
|  |                 |
|  | C. porteri      |
|  |                 |

|  | C. guntheri, C. microphyes, C. vandenburghi & C. vicina |
|  |                                                         |
|  | C. niger                                                |
|  |                                                         |

|  | C. phantasticus |
|  |                 |
|  | C. porteri      |
|  |                 |

|  | C. guntheri, C. microphyes, C. vandenburghi & C. vicina |
|  |                                                         |
|  | C. niger                                                |
|  |                                                         |

|  | C. phantasticus |
|  |                 |
|  | C. porteri      |
|  |                 |

|  | C. abingdonii |
|  |               |
|  | C. hoodensis  |
|  |               |

|  | C. chathamensis |
|  |                 |
|  | C. donfaustoi   |
|  |                 |

|  | C. abingdonii |
|  |               |
|  | C. hoodensis  |
|  |               |

|  | C. chathamensis |
|  |                 |
|  | C. donfaustoi   |
|  |                 |

|  | C. abingdonii |
|  |               |
|  | C. hoodensis  |
|  |               |

|  | C. chathamensis |
|  |                 |
|  | C. donfaustoi   |
|  |                 |

|  | C. abingdonii |
|  |               |
|  | C. hoodensis  |
|  |               |

|  | C. chathamensis |
|  |                 |
|  | C. donfaustoi   |
|  |                 |

|  | C. guntheri, C. microphyes, C. vandenburghi & C. vicina |
|  |                                                         |
|  | C. niger                                                |
|  |                                                         |

|  | C. phantasticus |
|  |                 |
|  | C. porteri      |
|  |                 |

|  | C. guntheri, C. microphyes, C. vandenburghi & C. vicina |
|  |                                                         |
|  | C. niger                                                |
|  |                                                         |

|  | C. phantasticus |
|  |                 |
|  | C. porteri      |
|  |                 |

|  | C. guntheri, C. microphyes, C. vandenburghi & C. vicina |
|  |                                                         |
|  | C. niger                                                |
|  |                                                         |

|  | C. phantasticus |
|  |                 |
|  | C. porteri      |
|  |                 |

|  | C. guntheri, C. microphyes, C. vandenburghi & C. vicina |
|  |                                                         |
|  | C. niger                                                |
|  |                                                         |

|  | C. phantasticus |
|  |                 |
|  | C. porteri      |
|  |                 |

|  | C. abingdonii |
|  |               |
|  | C. hoodensis  |
|  |               |

|  | C. chathamensis |
|  |                 |
|  | C. donfaustoi   |
|  |                 |

|  | C. abingdonii |
|  |               |
|  | C. hoodensis  |
|  |               |

|  | C. chathamensis |
|  |                 |
|  | C. donfaustoi   |
|  |                 |

|  | C. abingdonii |
|  |               |
|  | C. hoodensis  |
|  |               |

|  | C. chathamensis |
|  |                 |
|  | C. donfaustoi   |
|  |                 |

|  | C. abingdonii |
|  |               |
|  | C. hoodensis  |
|  |               |

|  | C. chathamensis |
|  |                 |
|  | C. donfaustoi   |
|  |                 |

|  | C. guntheri, C. microphyes, C. vandenburghi & C. vicina |
|  |                                                         |
|  | C. niger                                                |
|  |                                                         |

|  | C. phantasticus |
|  |                 |
|  | C. porteri      |
|  |                 |

|  | C. guntheri, C. microphyes, C. vandenburghi & C. vicina |
|  |                                                         |
|  | C. niger                                                |
|  |                                                         |

|  | C. phantasticus |
|  |                 |
|  | C. porteri      |
|  |                 |

|  | C. guntheri, C. microphyes, C. vandenburghi & C. vicina |
|  |                                                         |
|  | C. niger                                                |
|  |                                                         |

|  | C. phantasticus |
|  |                 |
|  | C. porteri      |
|  |                 |

|  | C. guntheri, C. microphyes, C. vandenburghi & C. vicina |
|  |                                                         |
|  | C. niger                                                |
|  |                                                         |

|  | C. phantasticus |
|  |                 |
|  | C. porteri      |
|  |                 |

|  | C. abingdonii |
|  |               |
|  | C. hoodensis  |
|  |               |

|  | C. chathamensis |
|  |                 |
|  | C. donfaustoi   |
|  |                 |

|  | C. abingdonii |
|  |               |
|  | C. hoodensis  |
|  |               |

|  | C. chathamensis |
|  |                 |
|  | C. donfaustoi   |
|  |                 |

|  | C. abingdonii |
|  |               |
|  | C. hoodensis  |
|  |               |

|  | C. chathamensis |
|  |                 |
|  | C. donfaustoi   |
|  |                 |

|  | C. abingdonii |
|  |               |
|  | C. hoodensis  |
|  |               |

|  | C. chathamensis |
|  |                 |
|  | C. donfaustoi   |
|  |                 |

|  | C. guntheri, C. microphyes, C. vandenburghi & C. vicina |
|  |                                                         |
|  | C. niger                                                |
|  |                                                         |

|  | C. phantasticus |
|  |                 |
|  | C. porteri      |
|  |                 |

|  | C. guntheri, C. microphyes, C. vandenburghi & C. vicina |
|  |                                                         |
|  | C. niger                                                |
|  |                                                         |

|  | C. phantasticus |
|  |                 |
|  | C. porteri      |
|  |                 |

|  | C. guntheri, C. microphyes, C. vandenburghi & C. vicina |
|  |                                                         |
|  | C. niger                                                |
|  |                                                         |

|  | C. phantasticus |
|  |                 |
|  | C. porteri      |
|  |                 |

|  | C. guntheri, C. microphyes, C. vandenburghi & C. vicina |
|  |                                                         |
|  | C. niger                                                |
|  |                                                         |

|  | C. phantasticus |
|  |                 |
|  | C. porteri      |
|  |                 |

|  | C. abingdonii |
|  |               |
|  | C. hoodensis  |
|  |               |

|  | C. chathamensis |
|  |                 |
|  | C. donfaustoi   |
|  |                 |

|  | C. abingdonii |
|  |               |
|  | C. hoodensis  |
|  |               |

|  | C. chathamensis |
|  |                 |
|  | C. donfaustoi   |
|  |                 |

|  | C. abingdonii |
|  |               |
|  | C. hoodensis  |
|  |               |

|  | C. chathamensis |
|  |                 |
|  | C. donfaustoi   |
|  |                 |

|  | C. abingdonii |
|  |               |
|  | C. hoodensis  |
|  |               |

|  | C. chathamensis |
|  |                 |
|  | C. donfaustoi   |
|  |                 |

|  | C. guntheri, C. microphyes, C. vandenburghi & C. vicina |
|  |                                                         |
|  | C. niger                                                |
|  |                                                         |

|  | C. phantasticus |
|  |                 |
|  | C. porteri      |
|  |                 |

|  | C. guntheri, C. microphyes, C. vandenburghi & C. vicina |
|  |                                                         |
|  | C. niger                                                |
|  |                                                         |

|  | C. phantasticus |
|  |                 |
|  | C. porteri      |
|  |                 |

|  | C. guntheri, C. microphyes, C. vandenburghi & C. vicina |
|  |                                                         |
|  | C. niger                                                |
|  |                                                         |

|  | C. phantasticus |
|  |                 |
|  | C. porteri      |
|  |                 |

|  | C. guntheri, C. microphyes, C. vandenburghi & C. vicina |
|  |                                                         |
|  | C. niger                                                |
|  |                                                         |

|  | C. phantasticus |
|  |                 |
|  | C. porteri      |
|  |                 |

Infolge der Verbringung von Arten auf andere Inseln im 19. Jahrhundert (durch Walfänger und Piraten) kam es zur Hybridisierung, also zur Kreuzung von verschiedenen Arten (hauptsächlich auf der Insel Isabela).
Nach Analysen der MtDNA bilden die Riesenschildkröten der Galapagos-Inseln eine gemeinsame Klade, deren Arten sich vor etwa 1,5 bis 1,6 Millionen Jahren bis 2 Millionen Jahren trennten, wobei das Alter der einzelnen Taxa grob mit demjenigen der einzelnen besiedelten Inseln korreliert (das Alter der Inseln wird auf etwa 4 Millionen Jahre geschätzt). Nächstverwandt ist unter den rezenten Arten wie erwartet Chelonoidis chilensis, wobei die tatsächliche Stamm- oder Schwesterart auf dem Festland möglicherweise ausgestorben ist. Aufgrund der sehr geringen genetischen Divergenz der einzelnen Formen, die weitaus geringer ist als zwischen Schildkrötenarten üblich, wurde vorgeschlagen, wie vor den 2000er Jahren üblich, alle Arten der Galapagos-Riesenschildkröten wieder als Unterarten einer weitgefassten Art Chelonoidis niger (meist Chelonoidis nigra genannt, vgl.) zu fassen. Dieser Auffassung wird etwa in der Datenbank reptile-database.org gefolgt.

### Abstammung
Zu der Frage, warum es Riesenschildkröten gerade auf abgelegenen und voneinander sehr weit entfernten Inselgruppen (Aldabra-Atoll, Seychellen und Galapagos) gibt, existieren zwei Theorien. Nach der einen haben sich kleinere, mit Treibgut angeschwemmte Tiere auf den Inseln zu Riesenformen entwickelt (Obst 1985). Die zweite besagt, dass diese Riesenformen auf den abgeschiedenen Inseln die letzten Überlebenden, möglicherweise sogar Verkleinerungsformen, ihrer einst weltweit verbreiteten Arten sind (Pritchard 1996, Caccone 1999).
Tatsächlich ergaben Genanalysen, dass die nächsten Verwandten der Elefantenschildkröten oder Galapagos-Riesenschildkröten die Argentinische Landschildkröte (Chelonoidis chilensis) aus dem südlichen Südamerika ist, während die nächsten Verwandten der Seychellen-Riesenschildkröten aus Madagaskar stammen und vermutlich von dort aus die Seychellen und die Maskarenen (Mauritius, Réunion und Rodrigues) besiedelt haben.

### Ernährung
Je nach Unterart und Biotop ernähren sich die Schildkröten von Gräsern, Kräutern, Kletterpflanzen, Büschen, Beeren, Flechten und Kakteen, vor allem Opuntien.
Je nach Ernährungsweise haben die Tiere im Laufe der Evolution verschieden geformte Panzer entwickelt, wobei Unterarten, die sich vorwiegend von Bodenbewuchs ernähren, einen kuppelförmigen Panzer aufweisen. Unterarten, die sich vorwiegend von Büschen und Opuntien ernähren, haben dagegen einen sattelförmigen Panzer, der größere Halsbewegungen und damit das Abfressen von Futter in größerer Höhe erlaubt.

### Geschlechtsunterschiede und Fortpflanzung

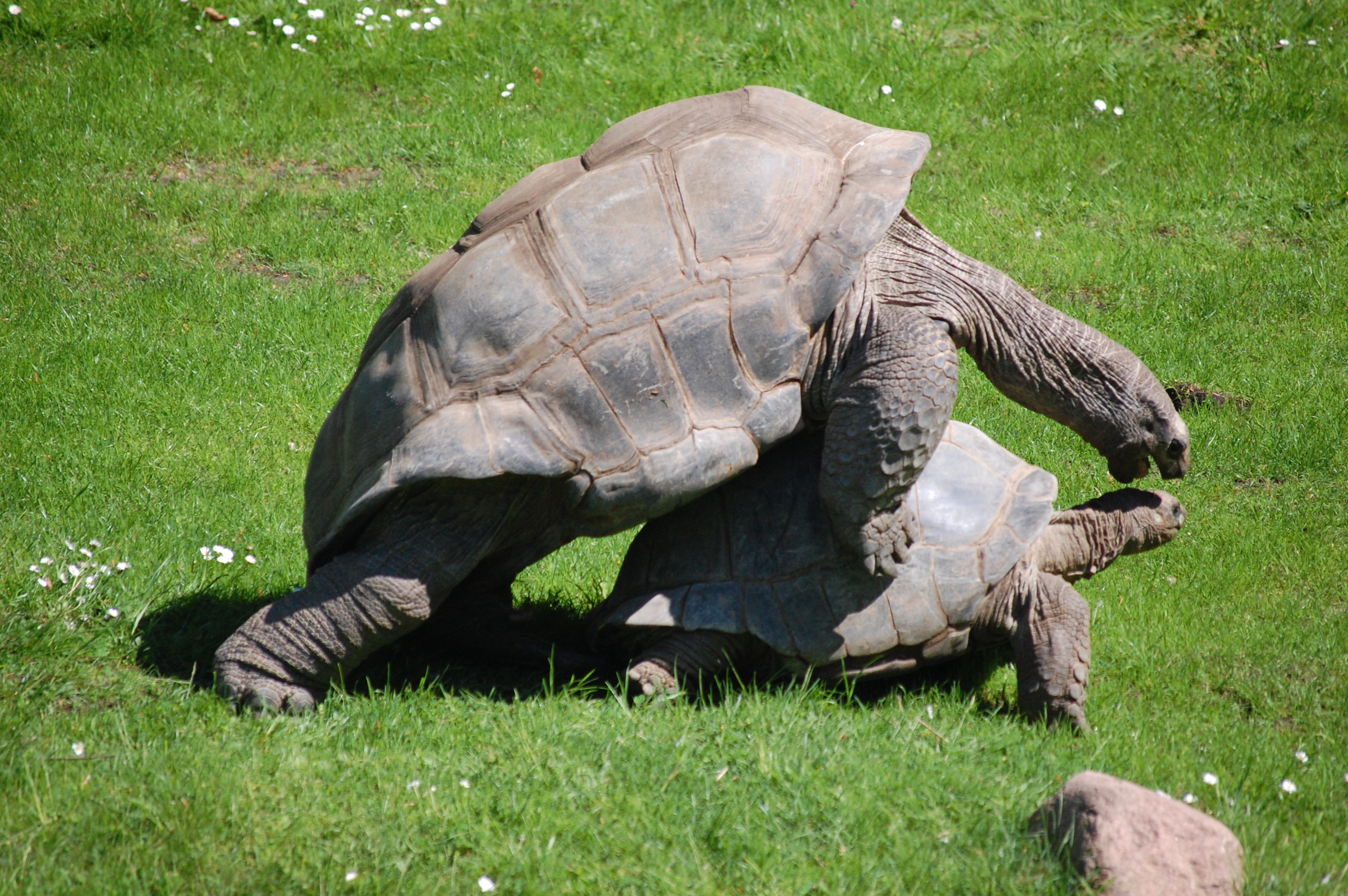
Paarung

Wie die kleineren Landschildkrötenarten weisen Riesenschildkröten einen ausgeprägten Geschlechtsdimorphismus auf. Männchen besitzen einen längeren Schwanz, sind größer und haben einen konkaven (nach innen gewölbten) Bauchpanzer und einen flacheren Rückenpanzer als Weibchen. Meist weisen sie auch längere Fußnägel an den Hinterbeinen auf. Diese sekundären Merkmale treten erst im Vorfeld der Geschlechtsreife auf, bei der Galapagos-Riesenschildkröte ab einer Panzerlänge von 45–60 cm (gemessen über die Panzerwölbung, Mac Farland 1974). Die Geschlechtsreife wird mit 20–30 Jahren erreicht.
Die Paarungszeit liegt im Dezember bis August; zur Eiablage kommen die Weibchen aus den kühleren Hochlagen in die wärmeren Küstengebiete. Die Eiablagezeit beginnt Ende Juni und dauert bis zum November. Gelegt werden 4 bis 17 Eier mit Gewichten zwischen 80 und 150 g. Die Zeit bis zum Schlüpfen der Jungtiere (Inkubationszeit) beträgt bis zu 250 Tage. Das Schlupfgewicht der Jungtiere liegt bei ca. 60–100 g. Sie können bis zu einem Monat in der Nisthöhle verbleiben, bis sie sich, meist nach einem Regen, gemeinsam an die Oberfläche graben.

### Körpergröße, Höchstalter

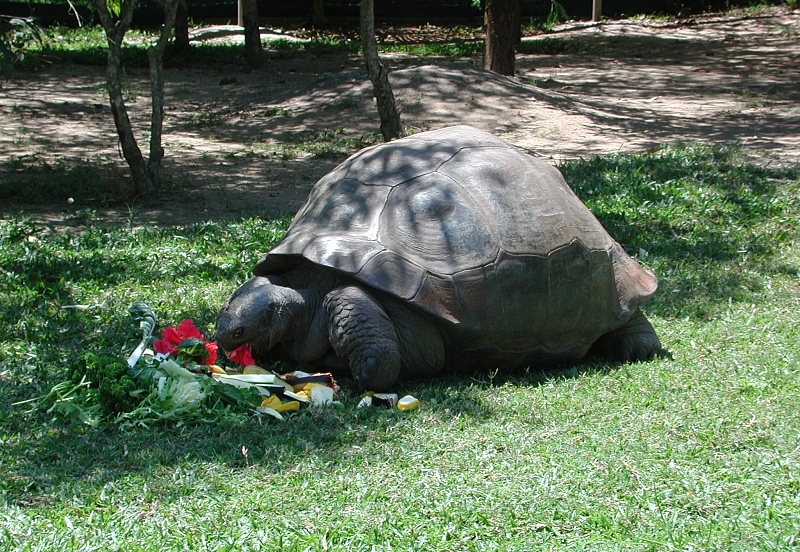
Harriet, ein Exemplar von Chelonoidis porteri im Australia Zoo, das angeblich von Charles Darwin gefangen wurde

Als Maximalgrößen für rezente frei lebende Galapagos-Riesenschildkröten werden 80 cm Panzerlänge für Weibchen und 95 cm für Männchen angegeben (jeweils gebogene Panzerlänge, MacFarland 1974). Im Freiland gehaltene Tiere erreichten Panzerlängen von 134 cm und eine Masse von bis zu 290 kg. Das größte in Gefangenschaft lebende Männchen wog sogar 422 kg (Ebersbach 2001).
Galapagos-Riesenschildkröten werden oftmals sehr alt (vgl. Harriet, die im Juni 2006 im Alter von vermutlich 176 Jahren starb).

## Galapagos-Riesenschildkröte und Mensch

### Gefährdung
Nach der Entdeckung der Galapagos-Inselgruppe wurden die Bestände sehr stark dezimiert und vier der 15 bekannten Arten komplett ausgerottet. Geschätzt wird, dass in den letzten zwei Jahrhunderten 100.000 bis 200.000 Tiere getötet wurden. 
Bei Beständen von um die 250.000 Tieren bei ihrer Entdeckung im 16. Jahrhundert lebten im Jahr 1974 nur noch 3.060 Tiere, bei den rezenten Arten wird der Bestand heute auf insgesamt 12.000 bis 15.000 Tiere geschätzt. Allerdings sind die Bestandszahlen sehr unterschiedlich auf die einzelnen Unterarten verteilt. Am zahlreichsten sind C. vandenburghi, C. porteri und C. becki, mit jeweils noch wenigen Tausend adulten Exemplaren. Nach einem Rettungsversuch war C. hoodensis (vgl. Diego) 2016 wieder mit 2.000 Tieren vertreten, obwohl sie fast ausgestorben war; 2012 war ein solcher Rettungsversuch bei C. abingdonii gescheitert.
Die Galapagos-Riesenschildkröten sind deshalb auch in Anhang A des Washingtoner Artenschutzabkommens gelistet, der höchsten Schutzstufe. Auf den Inseln selber wird seit 1960 ein Artenschutzprojekt betrieben, die Charles-Darwin-Forschungsstation, die inzwischen über 2500 Jungtiere nachgezogen und im Alter von drei bis fünf Jahren ausgewildert hat. Darüber hinaus sorgt die Station für die Eindämmung von Neophyten und Neozoen, die die größte Bedrohung der Artenvielfalt auf Galapagos darstellen. Für die Riesenschildkröten sind vor allem Schweine, Ziegen, Katzen und Ratten eine Bedrohung, denen Gelege und Jungtiere zum Opfer fallen, außerdem eingeschleppte Pflanzen, die einheimische Pflanzen verdrängen und auf diese Weise die Nahrungsgrundlage zerstören.

### Haltung
Galapagos-Riesenschildkröten werden gegenwärtig (2020) in 17 europäischen Zoos gehalten, in Deutschland sind sie in den Zoos Rostock und Hoyerswerda zu sehen. Die Zucht wird vom Zoo Zürich im Rahmen des Europäischen Erhaltungszuchtprogramms koordiniert, jedoch lassen sich nur noch einzelne Tiere einer Art zuordnen, da früher nicht auf artenreine Zucht geachtet wurde. Durch ex-situ Artenschutzprojekte und Forschung an Zooexemplaren werden die wildlebenden Schildkröten unterstützt; so wurden in Zürich Untersuchungen zu Verdauung und Fortpflanzung der Galapagos-Riesenschildkröten gemacht.
1976 kamen die Galapagos-Riesenschildkröten Bibi (w) und Poldi (m) vom Zoo in Basel in den Reptilienzoo Happ nach Klagenfurt. Das Paar wurde nach etwa 100 Jahren Partnerschaft 2012 wegen Aggressionen getrennt. Poldi starb am 20. April 2021 im geschätzten Alter von 150–160 Jahren. Bibis Alter wird zeitgleich auf 125 geschätzt.